# Эйсс, Хаим Исроэль
Хаим Исроэль Эйсс (ивр. חיים ישראל אייז‎ 1876—1943) — один из активистов Мирового Агудат Исраэль и писатель.

## Биография
Родился в Галиции, Австро-Венгрия, в городе Устшики-Дольне, ныне Польша.
Один из основателей Агудат Исраэль в 1912. Во время Первой мировой войны создавал систему взаимопомощи, благодаря которой определялись местонахождение беженцев и то что им необходимо в данный момент, а также добывал для этого необходимые фонды. Во время Второй мировой войны продолжал работу в оккупированной нацистами Европе.

## Взгляды
Критиковал движение Мизрахи. Он писал, что Мизрахи не учил своих детей Торе, заменяя религией труда. По словам Х. И. Эйсса, единственная причина, по которой движение Мизрахи присоединилось к сионистам, заключалась в том, чтобы получить денежную выгоду. Также критиковал светскую систему образования.